# Luis Fernando Montoya
Luis Fernando Montoya Soto (Caldas, 23 luglio 1961) è un allenatore di calcio colombiano.

## Biografia
Nato nel 1961 a Caldas nel dipartimento di Antioquia è sposato con Adriana Herrera dalla quale ha avuto suo figlio José Fernando.
Nel dicembre 2004 è stato ferito alla colonna vertebrale da un colpo di arma da fuoco esploso durante un tentativo di rapina, le lesioni riportate hanno reso Montoya tetraplegico. È stato sottoposto ad un trattamento sperimentale con cellule staminali e attualmente si occupa di sensibilizzare l'opinione pubblica colombiana sul tema della disabilità, di raccogliere fondi per la ricerca scientifica e collabora come opinionista con alcune testate giornalistiche.

## Carriera
Inizia la sua attività di allenatore guidando alcune squadre locali del dipartimento di Antioquia, nel 1991 guida la rappresentativa dipartimentale giovanile. Successivamente si occupa del settore giovanile dell'Atlético Nacional e nel 1995 guida la nazionale Under-20 nel torneo continentale di categoria. Nel 2002 viene promosso a tecnico della prima squadra dell'Atlético Nacional con la quale raggiunge la finale del campionato, poi sconfitto dall'América de Cali. Nel 2003 riceve l'incarico di allenatore dell'Once Caldas, con la nuova squadra vince il campionato di Apertura 2003 e la Coppa Libertadores 2004, partecipando anche alla Coppa Intercontinentale 2004 (calcio) conclusasi con la sconfitta ai calci di rigore per opera del Porto.
Ha ricevuto il premio come allenatore sudamericano dell'anno nel 2004 ed è stato inserito al 91º posto della classifica dei migliori allenatori del XXI secolo stilata dall'IFFHS, il migliore tra i colombiani.

## Palmarès

### Club

#### Competizioni nazionali
- Campionato colombiano: 1

Once Caldas: Apertura 2003

#### Competizioni internazionali
- Coppa Libertadores: 1

Once Caldas: 2004

### Individuale
- Allenatore sudamericano dell'anno: 1

2004